# Мойсес Санчес Парра
Мойсес Санчес Парра (ісп. Moisés Sánchez Parra; нар. 21 вересня 1980, Пальма, Балеарські острови) — іспанський борець греко-римського стилю, бронзовий призер чемпіонату Європи, срібний призер Середземноморських ігор, учасник Олімпійських ігор.

## Життєпис
Боротьбою почав займатися з 1993 року.
Виступав за борцівський клуб «Будокан» Пальма. Тренер — Еусебіо Капель Ротжер.
Перебуваючи дванадцять років в еліті іспанських борців, Мойсес Санчес не програв жодної сутички на національному рівні.
Після завершення літніх Олімпійських ігор в Пекіні, на які він не зміг пробитися через кваліфікаційні турніри, Санчесу була зроблена операція на хребцях. У лютому 2010 року оголосив про завершення кар'єри через травми, після чого заявив про бажання продовжувати бути пов'язаним з боротьбою на Балеарських островах, тепер уже як тренер.

### Родина
Старший брат — Франсіско Санчес Парра (нар. 1979) теж був борцем, членом збірної Іспанії з вільної боротьби — бронзовий призер чемпіонату Європи, чемпіон Середземноморських ігор, учасник двох Олімпійських ігор (1992, 2008).
Молодша сестра Сара Санчес Парра (нар. 1982) теж виступала за збірну Іспанії з жіночої боротьби — срібна призерка Середземноморських ігор, входила до десятки на чемпіонатах світу та Європи.

## Спортивні результати на міжнародних змаганнях

### Виступи на Олімпіадах
| Змагання                    | Збірна  | Вагова категорія                 | Місце |
| --------------------------- | ------- | -------------------------------- | ----- |
| Літні Олімпійські ігри 2004 | Іспанія | греко-римська боротьба, до 66 кг | 16    |

### Виступи на Чемпіонатах світу
| Змагання                        | Збірна  | Вагова категорія                 | Місце |
| ------------------------------- | ------- | -------------------------------- | ----- |
| Чемпіонат світу з боротьби 2001 | Іспанія | греко-римська боротьба, до 69 кг | 5     |
| Чемпіонат світу з боротьби 2002 | Іспанія | греко-римська боротьба, до 66 кг | 27    |
| Чемпіонат світу з боротьби 2003 | Іспанія | греко-римська боротьба, до 66 кг | 11    |
| Чемпіонат світу з боротьби 2006 | Іспанія | греко-римська боротьба, до 66 кг | 21    |
| Чемпіонат світу з боротьби 2007 | Іспанія | греко-римська боротьба, до 66 кг | 14    |

### Виступи на Чемпіонатах Європи
| Змагання                         | Збірна  | Вагова категорія                 | Місце  |
| -------------------------------- | ------- | -------------------------------- | ------ |
| Чемпіонат Європи з боротьби 2000 | Іспанія | греко-римська боротьба, до 63 кг | 13     |
| Чемпіонат Європи з боротьби 2003 | Іспанія | греко-римська боротьба, до 66 кг | 18     |
| Чемпіонат Європи з боротьби 2005 | Іспанія | греко-римська боротьба, до 66 кг | Бронза |
| Чемпіонат Європи з боротьби 2008 | Іспанія | греко-римська боротьба, до 66 кг | 16     |

### Виступи на Середземноморських іграх
| Змагання                    | Збірна  | Вагова категорія                 | Місце  |
| --------------------------- | ------- | -------------------------------- | ------ |
| Середземноморські ігри 2005 | Іспанія | греко-римська боротьба, до 66 кг | Срібло |

### Виступи на інших змаганнях
| Змагання                                                             | Збірна  | Вагова категорія                 | Місце  |
| -------------------------------------------------------------------- | ------- | -------------------------------- | ------ |
| Олімпійський кваліфікаційний турнір з боротьби 2000 (Фаенца)         | Іспанія | греко-римська боротьба, до 63 кг | 7      |
| Олімпійський кваліфікаційний турнір з боротьби 2000 (Клермон-Ферран) | Іспанія | греко-римська боротьба, до 63 кг | 9      |
| Олімпійський кваліфікаційний турнір з боротьби 2000 (Колорадо)       | Іспанія | греко-римська боротьба, до 63 кг | 11     |
| Олімпійський кваліфікаційний турнір з боротьби 2000 (Александрія)    | Іспанія | греко-римська боротьба, до 63 кг | 9      |
| Олімпійський кваліфікаційний турнір з боротьби 2004 (Новий Сад)      | Іспанія | греко-римська боротьба, до 66 кг | 13     |
| Олімпійський кваліфікаційний турнір з боротьби 2004 (Ташкент)        | Іспанія | греко-римська боротьба, до 66 кг | Срібло |
| Олімпійський кваліфікаційний турнір з боротьби 2008 (Роме-Остія)     | Іспанія | греко-римська боротьба, до 66 кг | 15     |
| Олімпійський кваліфікаційний турнір з боротьби 2008 (Новий Сад)      | Іспанія | греко-римська боротьба, до 66 кг | 19     |

### Виступи на змаганнях молодших вікових груп
| Змагання                                       | Збірна  | Вагова категорія                 | Місце |
| ---------------------------------------------- | ------- | -------------------------------- | ----- |
| Чемпіонат світу з боротьби серед юніорів 1997  | Іспанія | греко-римська боротьба, до 60 кг | 23    |
| Чемпіонат Європи з боротьби серед юніорів 1998 | Іспанія | греко-римська боротьба, до 60 кг | 8     |
| Чемпіонат світу з боротьби серед юніорів 1999  | Іспанія | греко-римська боротьба, до 63 кг | 16    |
| Чемпіонат Європи з боротьби серед юніорів 2000 | Іспанія | греко-римська боротьба, до 63 кг | 5     |
| Чемпіонат світу з боротьби серед юніорів 2000  | Іспанія | греко-римська боротьба, до 63 кг | 9     |
| Чемпіонат світу з боротьби серед кадетів 1996  | Іспанія | греко-римська боротьба, до 55 кг | 8     |